# Riza Drini
Riza Dehar Drini (ur. 30 grudnia 1895 w Strudze, zm. 25 maja 1966) – albański samorządowiec, od maja do sierpnia 1943 prefekt obwodu Szkodra. Wspierał rewolucję czerwcową z 1924 roku, w związku z czym został zmuszony do opuszczenia Albanii w grudniu tegoż roku. W 1931 roku wrócił do kraju dzięki amnestii.